# Oleksandr Bojtschenko (Schriftsteller, 1970)

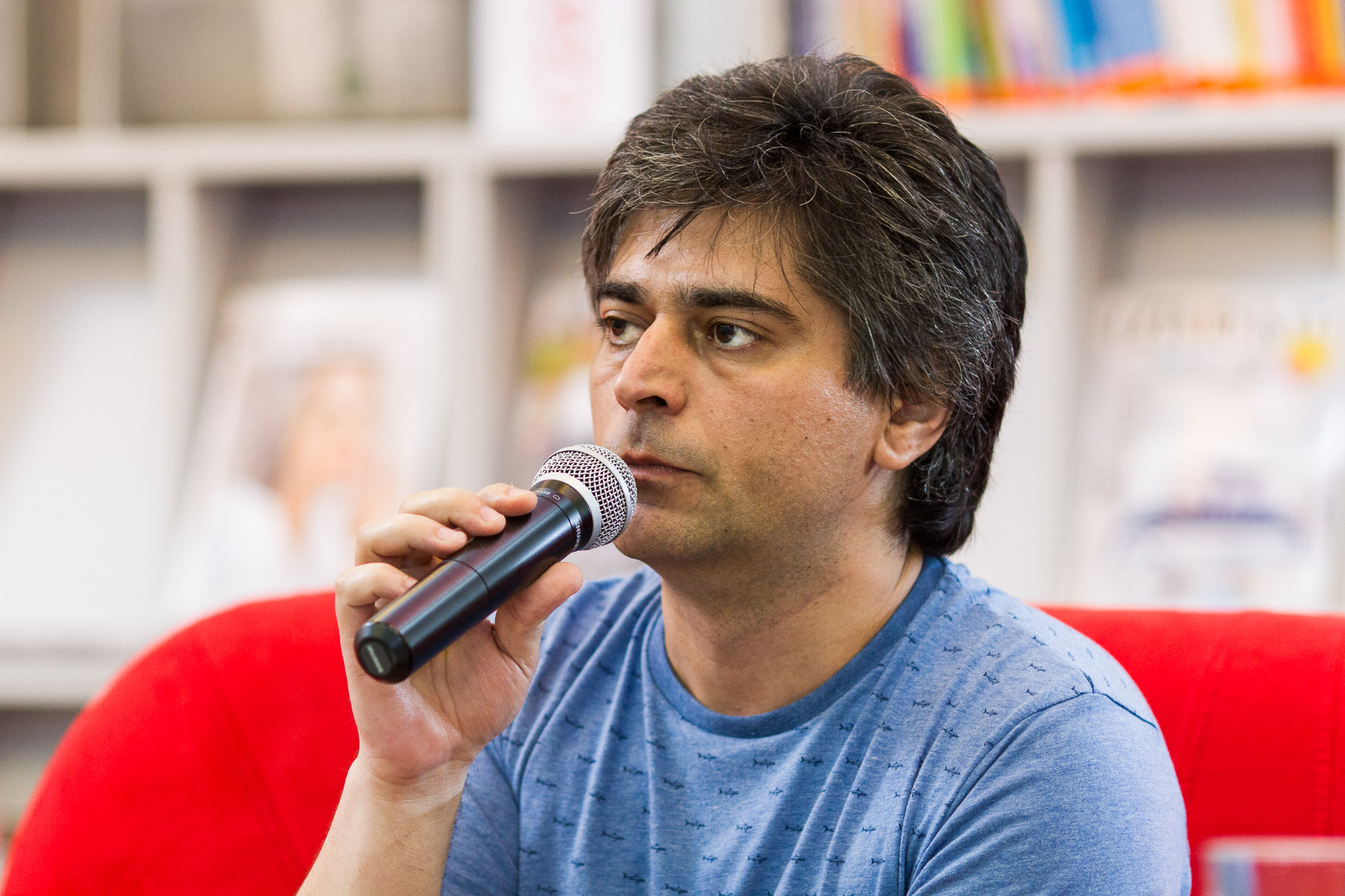
Oleksandr Bojtschenko, 2015

Oleksandr Wolodymyrowytsch Bojtschenko (ukrainisch Олександр Володимирович Бойченко; wiss. Transliteration Oleksandr Volodymyrovyč Bojčenko; * 15. Dezember 1970 in Czernowitz) ist ein ukrainischer Schriftsteller, Essayist, Übersetzer, Literaturkritiker und Kolumnist. 

## Biographie
Oleksandr Bojtschenko wurde 1970 in Czernowitz geboren und erhielt den Vornamen des sowjetukrainischen gleichnamigen Schriftstellers (1903–1950). Nach Beendigung der Schule studierte er an der Nationalen Jurij-Fedkowytsch-Universität Czernowitz Russische Sprache und Literatur. 1995 verteidigte er in Kiew an der Nationalen Taras-Schewtschenko-Universität Kiew seine Dissertation zum Thema „Das Gericht über Sokrates in der europäischen Literatur“. Anschließend unterrichtete er von 1997 bis 2010 in Czernowitz an seiner Universität internationale Literatur. Gleichzeitig war er neben Jurij Andruchowytsch einer der Herausgeber der Literaturzeitschrift „Potjah 76“ und schrieb als Kolumnist für die Zeitschriften „Ukraïns’kyj Žurnal“ (Prag) und „Kraïna“ (Kiew) und Zeitungen wie „Molodyj Bukovinec“ (Junger Bukowiner), „Dzerkalo Tyžnja“ (Kiew) und andere. Gefördert wurde er in seiner Entwicklung so wie etliche andere junge ukrainische Autoren und Übersetzer durch zwei Stipendien in den Jahren 2005 und 2008 des Kultusministeriums der Republik Polen „Gaude Polonia“ in Warschau. Diesen Impulsen verdanken sich seine anschließenden Literatur-Übersetzungen aus dem Polnischen. Seit 2010 widmet er sich ausschließlich schöpferischer Arbeit und wirkt als Buchautor, Essayist, Verfasser wissenschaftlicher Aufsätze, Redakteur und scharfzüngiger Kolumnist. Außerdem übersetzt er aus dem Polnischen und Russischen. Er ist Jurymitglied des Buches des Jahres der Ukraine und nimmt nicht nur am heimischen Literaturfestival Meridian Czernowitz als Autor und schlagfertiger ironischer Gesprächspartner teil. Oleksandr Bojtschenko ist mit der Psychologin Oksana Penderezka verheiratet und hat mit ihr eine Tochter.

## Werk
Bojtschenko gilt als einer der besten gegenwärtigen Essayisten der Ukraine und inspiriert damit unter anderen seinen jüngeren Schriftsteller-Freund Andrij Ljubka. In den vergangenen Jahren erschienen viele seiner Beiträge regelmäßig in der Internetzeitung Zbruč. Sein Erstlingswerk bezeichnete der Autor als ein von keinem Ministerium empfohlenes Unterrichtsmaterial (konspekt lekcii). Es verdankt sich seiner Lehrtätigkeit an der Universität und widmet sich ebenso ironisch-unterhaltsam wie anregend vielen Gestalten der ukrainischen und Welt-Literatur, wobei er stets die ukrainische Gegenwart im Auge behält. Wiederholt greift er auf ferne Spiegel zurück, die er unter anderem gerne in Afrika und anderen Ländern der Dritten Welt findet. Als Übersetzer hat Bojtschenko bisher an der Vermittlung der Kenntnisse der Bücher von Viktor Jerofejew, Olga Tokarczuk, Tadeusz Borowski und Daniel Odija sowie zahlreicher kleinerer Texte polnischer Autoren gearbeitet.

## Auszeichnungen
Bojtschenko wurde mit einer ganzen Reihe von Preisen und Stipendien geehrt:
- 2003 Buch des Jahres der Ukraine in der Rubrik Medienkritik
- 2005 und 2008 Stipendium „Gaude Polonia“ des Kultusministeriums der Republik Polen
- 2015 Jurij-Schewelow-Preis des ukrainischen PEN-Clubs

## Bibliographie

### Literarische Publikationen
- Etwas von der Art Château quoi (Щось на кшталт шатокуа). Iwano-Frankiwsk 2003. (Hauptwerk).
- Château quoi plus (Шатокуа плюс). Lwiw 2004.
- Vielleicht ein Buch ... (Аби книжка). Czernowitz 2011.
- Die Meinen unter Fremden (Мої серед чужих). Czernowitz 2012.
- Mehr/Weniger (Більше/Менше). Czernowitz 2015.
- 50 Prozent Rationalität (50 відсотків рації). Czernowitz 2016.
- Knockout-Spiel (Гра на вибування). Czernowitz 2022.

### Wissenschaftliche Veröffentlichungen
- Das Gericht über Sokrates in der europäischen Literatur (Суд над Сократом в європейській літературі: функціонування традиційної структури). Diss. Czernowitz 1995.

Weitere gemeinsame Veröffentlichungen mit seiner Frau.

## Übersetzungen (in Auswahl)
- Viktor Jerofejev, (Der gute Stalin). Lwiw 2006.
- Daniel Odija, (Das Sägewerk). Czernowitz 2008.
- Tadeusz Borowski, (Bei uns in Auschwitz). Czernowitz 2014.

| Personendaten    | Personendaten                                                  |
| ---------------- | -------------------------------------------------------------- |
| NAME             | Bojtschenko, Oleksandr                                         |
| ALTERNATIVNAMEN  | Bojtschenko, Oleksandr Wolodymyrowytsch                        |
| KURZBESCHREIBUNG | ukrainischer Schriftsteller, Essayist, Übersetzer und Pädagoge |
| GEBURTSDATUM     | 15. Dezember 1970                                              |
| GEBURTSORT       | Czernowitz, Ukrainische SSR                                    |